# 트랜스포드
트랜스포드(TransPod Inc.)는 초고속 교통수단을 연구 및 생산하는 캐나다 회사이다.
트랜스포드의 차체(이하 포드라 지칭함)는 도시간 시속 1000 킬로미터를 넘는 속도로 운행되도록 개발되고 있으며 승객과 화물의 이동을 위하여 완벽하게 전기 추진을 사용하도록 설계되어있다. 이렇게 제안된 포드는 비행기나 자동차와 비교하여 더욱 빠른 속도를 내며 탄소를 배출하지 않는다. 트랜스포드 (TransPod Inc.)의 포드는 하이퍼루프 시스템과 비슷하게 아진공 튜브안에서 운행되도록 설계되어있으며 다른점은 포드의 안정성을 강화하기 위하여 공기베어링 대신 자기부상 기술이 도입되었다.
2016년 11월경, 트랜스포드 사는 미화 150만불에 달하는 초기 단계의 벤처자금을 안젤로 투자회사(Angelo Investments)로부터 성공적으로 유치한바 있다. 안젤로 투자회사는 기차, 우주, 그리고 항공등의 하이테크 기술들에 집중적으로 투자하는 회사이다. 그 이후로 트랜스포드는 토론토를 시작으로 프랑스의. 툴루즈 와 이탈리아의 바리에까지 오피스를 확장하였다.
2017년 9월경, 트랜스포드는 the Procedia Engineering conference proceedings 에 논문을 게재한바 있다. 이 논문은 유럽의 컨퍼런스중 하나인 the EASD EURODYN 2017 conference에서 발표되었으며 트랜스포드 시스템의 기본적인 디자인요소들이 소개되었다.

## 테크놀러지
트랜스포드의 튜브시스템은 시속 1000 킬로미터 포드 속도를 감당해내기위해 설계되고있다. 2016년에 발표된바에 따르면 트랜스포드의 시스템은 기차, 자동차, 그리고 비행기에 비하여 적은 마찰력과 더욱 빠른 속도를 내기 위하여 고도의 공기역학과 추진 시스템을 포함하고 있다. 또한, 트랜스포드의 기술은 태양열 생산등의 재생가능 에너지와 호환되도록 디자인되고 있으며 부족한 부분은 전기에너지로 보충하도록 되어있다. 이는 탄소배출을 최소화하기 위한 트랜스포드사의 목적이다.
화석연료의 사용을 대체하기 위하여, 트랜스포드의 포드는 전기를 이용한 리니어 인덕션 모터 기술을 채용하고 있으며 이는 액티브 리얼타임 컨트롤과 센스-스페이스 시스템이 포함되어있다.
트랜스포드 사의 튜브시스템은 엘론머스크의 알파백서에서 제안된 하이퍼루프와는 확연한 차별점을 보인다. 하이퍼루프와는 달리, 트랜스포드의 시스템은 보다 안정적인 포드의 부상과 추진을 위하여 압축공기보다는 동적인 전자기장을 채용하고 있다.
좌석이 포함되어있는 승객용 포드와 달리 화물용 포드는 적재가능토록  내부 인터리어가 설계되어있다. 모든 포드에는 비행기의 기체와 비슷한 동체 가 포함되어있으며 공기순환을 위하여 가압되어있다. 또한 이 동체에는 추진장치와 시속 1000킬로미터 이상의 속도에서 튜브내의 가이드웨이에서의 동체통제를 위한 유도장치등이 포함되어있다. 덤으로, 튜브는 양방향의 포드 운행을 위하여 쌍으로 이루어져있다.
트랜스포드 사의 화물용 포드는 10-15톤의 수화물을 수용토록 디자인되어 있으며 각종 단위탑재용기들 (목재 팔레트, LD3 컨테이너, AAA 컨테이너 등등)과 호환가능하다.
포드의 전면부에는 튜브내의 운행중 발생하는 공기저항을 줄이기 위한 축류압축기가 위치하고 있다. 이는 아진공내의 잔류 공기들이 아무리 적다고 하여도 아음속대의 속도로 이동하는 트랜스포드의 포드는 항력을 겪기 때문이다. 이 압축기는 포드내로 흘러들어오는 공기흐름의 방향을 바꾸며 포드 후방부에 위치한 배기노즐로 흘려보내며 항력을 줄이는 작용을 한다.
고속에서 포드의 동역학적 힘들은 내부의 유도 시스템에 의하여 컨트롤 되며, 궤도 편차 또한 관성 센서와 광학 센서들에 의하여 지속적으로 관찰된다. 트랜스 포드의 시스템들은 센스-스페이스 프로세싱 과 실시간 컴퓨터 영상 알고리즘을 사용한다.
2016년 베를린에서 열린 이노트란스 (InnoTrans) 철도 기술 박람회에서 트랜스포드는 포드의 컨셉과 Coelux 사 와의 협력 기술 - 포드내 승객을 위한 인공 채광창 기술 에 대하여 발표한바 있다.

## 프랑스 내 테스트 트랙
트랜스포드 사는 프랑스 중부의 오트비엔 (Haute-Vienne) 도와 협력하여 리모주 (Limoges)  근방의 도시인 드루 (Droux) 내에 테스트 트랙을 건설할 예정을 발표한바 있다.  이 테스트 트랙은 길이 3킬로미터와 ½ 사이즈인 지름 2미터로 제안되었다. 2018년 2월경에는, Vincent Leonie (Limoges Métropole 사의 부국장) 와 리모주 (Limoges)의 시장이 “Hyperloop Limoges” 란 조직 결성에 합의하여 하이퍼루프 기술을 장려한바 있다.

## 조직의 구조

### 투자와 파트너쉽
트랜스포드 사는 2016년 11월경에 미화 150만 달러에 달하는 초기투자금을 Angelo Investments 로부터 성공적으로 유치하였다. 파트너쉽의 예로써는 Angelo Investments 의 연맹제 회사인 SiTAEL, MERMEC, 그리고 Blackshape Aircraft 등이 트랜스포드 사와 함께 트랜스포드 기술의 개발과 테스트등을 함께 진행할 예정이다.
트랜스포드의 토론토 오피스는 MaRS Center에 위치해있으며 이탈리아 오피스는 바리 (Bari), 프랑스 오피스는 프랑스 항공산업의 중심지인 툴루즈 (Toulouse) 에 설립되었다. 트랜스포드는 툴루즈 지방에 위치한 엔지니어링 회사인 IKOS 와 REC Architecture 와도 파트너쉽을 맺고있다. 또한 2017년 6월에는 객실과 차체 열적 계 의 연구개발 밑 생산을 위하여 Liebherr-Aerospace 와도 파트너쉽을 발표하였다.

### 경영진
Sebastien Gendron 은 최고 경영자 이자 트랜스포드 사의 공동 창립자이다.
Ryan Janzen 은 최고 기술 책임자 이자 트랜스포드 사의 공동 창립자이다. 그는 세계 최초로 비행기간의 전력석 통신 연구를 시작했으며 Steve Mann과 함께 물리학의 새로운 컨셉인 컨셉인 “absement”, “veillance flux”, 그리고 “swarm modulation” 을 소개한 바 있다.
그는 또한 오케스트라 작곡가이며 최초의 물오르간 을 이용한 음악의 작곡가이다.

## 구상중인 루트
트랜스포드 사는 전세계적인 트랜스포드 회선망 구축을 계획중이다. 예로써, 캐나다 내에서는 온타리오와 퀘벡주간의 토론토-몬트리올, 토론토-윈저, 그리고 토론토-워털루 노선을 구상중에 있으며 알버타주의 캘거리-에드먼턴 노선 또한 계획중에 있다. 또한 트랜스포드 사는 캐나다내의 실험트랙 또한 준비중이며, 이 트랙은 추후 투자자금에 따라 정식 노선으로 연장될 계획이다.
2017년 6월경, 트랜스포드 사는 토론토 다운타운을 배경으로 한  트랜스포드 정거장의 첫 디자인을 공개하였다. 2017년 6월, 토론토, 온타리오, 그리고 캐나다 주정부에서는 미래 교통의 요충지를 개발하기 위한 약 12억 캐나다 달러에 달하는 공동자금을 발표하였다. 트랜스포드 사의 정거장은 파트너사인 REC Architecture 에 의해 디자인되고있다.

### 토론토-윈저 노선
2017년 7월, 트랜스포드 사는 온타리오 남서부의 윈저와 토론토를 연결하기 위한 첫 코스트 스터디를 발표하였다. 토론토-윈저 노선은 2017년 5월경 온타리오 주정부에서 고속전철 건설을 위한 환경평가 자료를 발표한바 있다. 트랜스포드 사에 따르면 트랜스포드 사의 튜브는 고속전철에 비하여 절반의 비용만 들것으로 예상되며 포드또한 고속전철 최고 시속의 4배에 달하는 속도로 운영될것으로 전망되었다.

## 내용주
1. ↑  Elon Musk's Hyperloop Alpha white paper